# Gilbert Schwartz
Pour les articles homonymes, voir Schwartz.
Gilbert Schwartz, né le 11 juillet 1911 à Armaucourt et mort le 31 décembre 1993 à Briey, est un homme politique français.

## Biographie
Gilbert Schwartz exerce son métier d'instituteur à Auboué. Il adhère au Syndicat national des instituteurs en 1929 et prend des responsabilités au sein de la section départementale du syndicat dont il devient membre du bureau en 1937.
Son implication dans la Résistance française pendant la Seconde Guerre mondiale lui vaut d'être déporté au camp de concentration nazi de Buchenwald en Allemagne. Adhérent du Parti communiste, il est intégré dans le groupe des résistants communistes du camp et participe à sa libération.
De retour de déportation, il reprend son activité professionnelle à Jarny, où il a été nommé, et milite au sein du PCF. Il est élu conseiller municipal en 1959, et maire de Jarny en 1965, fonction qu'il exerce jusqu'en 1980.
Élu député de la 6e circonscription de Meurthe-et-Moselle en 1973, il ne renouvelle pas ce mandat en 1978. Il se consacre à l'animation de la Fédération nationale des déportés et internés résistants et patriotes, dont il devient président de la section départementale.